# مسجد علمدار
مسجد علمدار مربوط به دوره قاجار است و در شیراز، خیابان بین الحرمین، کوچه امامزاده پنج تن واقع شده و این اثر در تاریخ ۲۳ بهمن ۱۳۸۰ با شمارهٔ ثبت ۴۷۲۹ به‌عنوان یکی از آثار ملی ایران به ثبت رسیده است. مسجد علمدار یکی از مساجد قدیمی در دل کوچه پس کوچه‌های بافت تاریخی شیراز است و به عنوان یکی از مقاصد گردشگری مذهبی در بافت قدیم شیراز شناخته شده است.